# Paracles nitida
Paracles nitida är en fjärilsart som beskrevs av Jones 1908. Paracles nitida ingår i släktet Paracles och familjen björnspinnare. Inga underarter finns listade i Catalogue of Life.